# Lucjan Kaznowski
Lucjan Kaznowski (ur. 11 lutego 1890 w Święcicy, zm. 17 marca 1955 w Puławach) – polski biolog, botanik, fitopatolog i hodowca roślin. 

## Życiorys
Syn Konstantego Kaznowskiego (administratora rolnego i powstańca styczniowego) oraz Felicji Świątkowskiej, brat Kazimierza Kaznowskiego. Ukończył Wydział Rolny Szkoły Handlowej Edwarda Rontalera w Warszawie w 1909 oraz Wydział Rolny Instytutu Politechnicznego w Kijowie w 1914. Doktorat z nauk rolnych uzyskał w 1925 na SGGW w Warszawie, a w rok później (1926) obronił pracę habilitacyjną na tejże uczelni, uzyskując stopień docenta z zakresu hodowli i chorób roślin wraz z veniam legendi. Kierownik Działu Roślin Pastewnych, a następnie w latach 1937–1939 i 1945–1951 także dyrektor Państwowego Instytutu Naukowego Gospodarstwa Wiejskiego (PINGW) w Puławach. Po reorganizacji Instytutu w 1951 objął stanowisko wicedyrektora Instytutu Hodowli i Aklimatyzacji Roślin, nadal kierując Działem Roślin Pastewnych. 
Od 1945 profesor fitopatologii i uprawy roślin UMCS w Lublinie, od 1952 członek korespondent PAN. Wyhodował cenne odmiany uprawne roślin pastewnych (peluszki, lucerny, kukurydzy, rącznika), rozpowszechnił cenne odmiany tytoniu i wyhodował jego nowe odmiany.
Autor ok. 60 prac naukowych oraz kilkunastu rozdziałów w podręcznikach akademickich: Szczegółowa uprawa roślin i Agrotechnika. Kierownik 42 prac magisterskich, promotor kilku przewodów doktorskich, opiekun naukowy późniejszych profesorów i docentów. Najwybitniejsi uczniowie: Antonina Rumińska, Jerzy Korohoda, A. Rogoziński, J. Berbeć, W. Kulpa, S. Bawolski.
Członek tajnej organizacji PPS (1910–1916), uczestnik wojny obronnej w Lubelskim Ochotniczym Dywizjonie Jazdy (1920–1921), dwukrotnie aresztowany (1940 i 1944) i ciężko pobity przez gestapo. Członek korespondent Polskiej Akademii Nauk od 1952 roku.
Zmarł 17 marca 1955 w Puławach. Pochowany na Cmentarzu Parafii Miłosierdzia Bożego w Puławach (sektor A-II-87).
Materiały archiwalne Lucjana Kaznowskiego znajdują się w PAN Archiwum w Warszawie pod sygnaturą III-32.

## Ordery i odznaczenia
- Krzyż Komandorski Orderu Odrodzenia Polski (pośmiertnie, 19 marca 1955)[7]
- Krzyż Kawalerski Orderu Odrodzenia Polski (11 listopada 1936)[8]
- Złoty Krzyż Zasługi (9 listopada 1932)[1]
- Medal Dziesięciolecia Odzyskanej Niepodległości (1928)[9]
- Medal 10-lecia Polski Ludowej (14 stycznia 1955)[10]
- Srebrny Medal za Długoletnią Służbę[9]